# Jason Kapono
Jason Kapono est un joueur américain de basket-ball né le 4 février 1981 à Long Beach, en Californie.

## Biographie
Il effectue sa carrière universitaire avec les Bruins de l'université de Californie à Los Angeles. Il termine troisième meilleur marqueur de l'histoire des Bruins, à égalité avec Reggie Miller et derrière Don MacLean et Kareem Abdul-Jabbar. Il est aussi le Bruin qui a le plus tenté et réussi de tir à trois points.
Kapono est drafté en 2003 au second tour par les Cavaliers de Cleveland, puis est choisi par les Bobcats de Charlotte lors de la draft d'expansion en 2004. Il est transféré au Heat de Miami en 2005 où il joue très peu lors de la saison du titre. La saison suivante, son temps de jeu reste toujours assez faible en début de saison, au cours de laquelle le Heat connait une série de mauvais résultats. Kapono profite de cette période pour s'imposer comme un des meilleurs tireurs longue distance de la franchise avec le meilleur pourcentage de la ligue avec 55 %. Il participe en 2007 au concours de tirs à 3 points du All-Star Game qu'il remporte assez facilement devant les stars Dirk Nowitzki et Gilbert Arenas.
À l'été 2007, Jason Kapono quitte le Heat de Miami et rejoint les Raptors de Toronto de Chris Bosh.
Lors de l'édition 2008 du All-Star Game, Jason Kapono remporte pour la deuxième fois consécutive le Three-point Shootout grâce à un score de 25 points, ce qui lui permet d'égaler le record de Craig Hodges, établi en 1986.
Le 9 juin 2009 il est échangé aux Sixers de Philadelphie contre Reggie Evans, il joue deux saisons avec les 76ers avant de signer comme agent libre aux Lakers de Los Angeles le 9 décembre 2011. Le 15 mars 2012 il est échangé avec Luke Walton aux Cavaliers de Cleveland contre Ramon Sessions, Christian Eyenga et un futur premier choix de draft, il ne joue pas avec les Cavs puisqu'il est coupé par les Cavs trois jours plus tard.
Kapono rejoint le Panathinaïkos, club grec très réputé, en novembre 2012. Il y arrive en décembre mais trouve peu de temps de jeu. En mars 2013, il quitte le Panathiaïkos et annonce la fin de sa carrière en mai 2014.

## Palmarès

### En franchise
- Champion NBA en 2006.
- Champion de la Conférence Est en 2006 avec le Heat de Miami.
- Champion de la Division Sud-Est en 2006 avec le Heat de Miami.
- Coupe de Grèce 2013 avec le Panathinaïkos.

### Distinctions personnelles
- Vainqueur du concours de tirs à 3 pts du NBA All-Star Week-end 2007 et NBA All-Star Week-end 2008.
- Meilleur pourcentage de réussite aux tirs à 3 points de la NBA pour les saisons 2005-2006 et 2006-2007.
- A détenu durant une période le meilleur pourcentage de réussite aux tirs à 3 points de l'histoire de la NBA, sa carrière en activité entrainant des hauts et des bas, il se classe, au terme de la saison 2011-2012, 6e de l'histoire dans cette statistique.